# Kościół bł. bp. Michała Kozala w Słupcy
Kościół bł. bp. Michała Kozala w Słupcy – katolicka świątynia pod wezwaniem bł. Michała Kozala wybudowana na przełomie XX i XXI wieku, położona w północnej części Słupcy. Jest kościołem parafialnym parafii pod tym samym wezwaniem.  

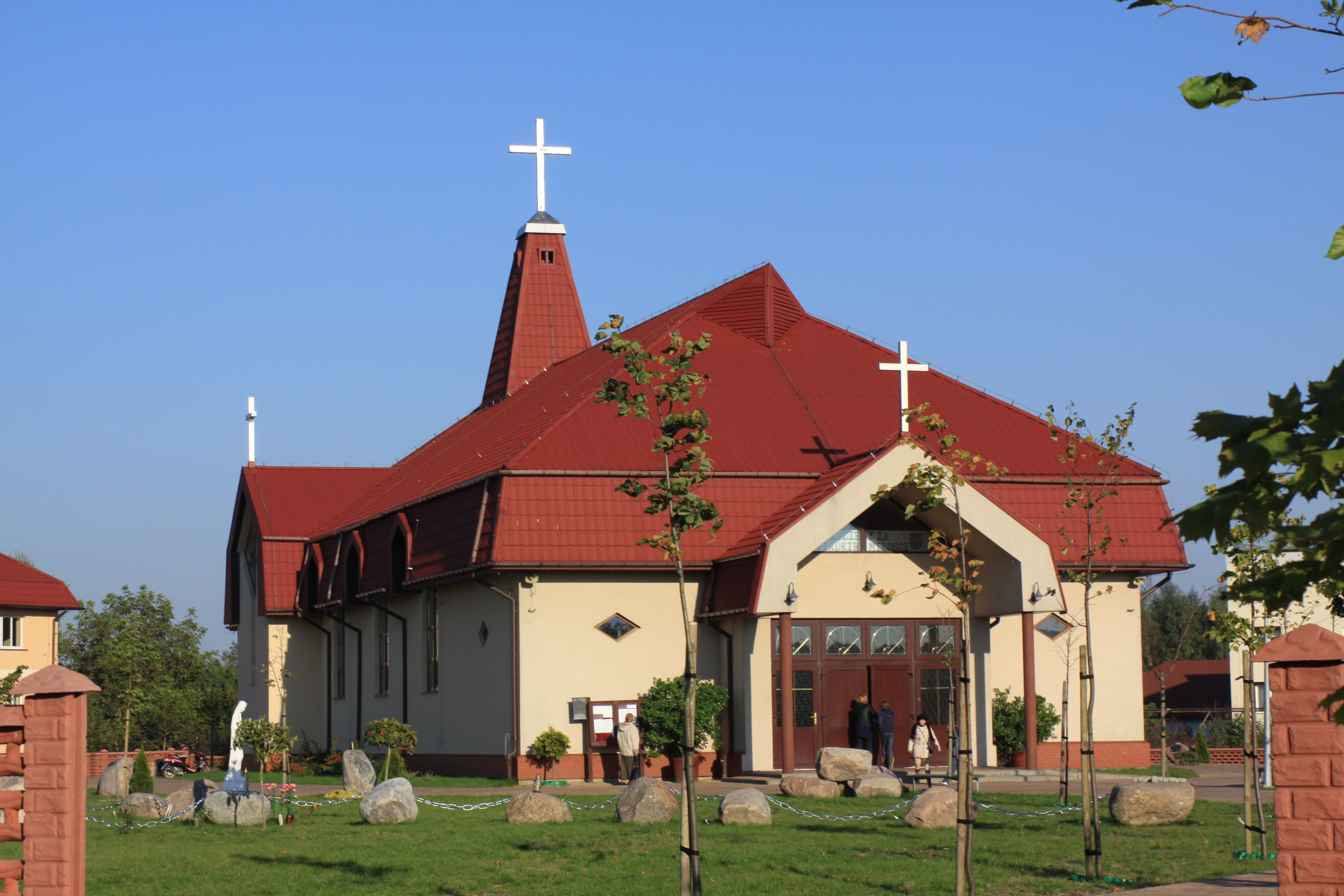
Kościół bł. bp. M. Kozala - widok od strony wejścia głównego

## Historia
Biskup Diecezji włocławskiej, Bronisław Dembowski, erygował parafię 26 września 1996 pod wezwaniem bł. Michała Kozala. Budowę kaplicy zapoczątkowano 30 sierpnia 1996. Pełniła ona funkcję świątyni do czasu ukończenia nowego kościoła.
W 1998 rozpoczęto prace związane z jego budową. W tym samym roku parafia otrzymała dzwon od ks. Jana Dwojackiego, proboszcza parafii Piątek Wielki koło Kalisza.
Pierwsza msza została odprawiona 27 września 1999 przez biskupa Bronisława Dembowskiego. Ostatnia msza w kaplicy odbyła się 30 kwietnia 2003. Wszystkie kolejne odbywały się już w nowym budynku kościoła.